# Tatort: Verraten und verkauft
Verraten und verkauft ist ein Fernsehfilm aus der Krimireihe Tatort. Der vom WDR produzierte Beitrag wurde am 19. September 2004 im Ersten Programm der ARD ausgestrahlt. Es ist der 29. Fall des Ermittler-Teams Max Ballauf und Freddy Schenk und die 573. Tatortfolge.

## Handlung
Auf einer Bundesstraße wird der junge Sven-Uwe Schütze überfahren aufgefunden. In seiner Tasche findet sich die Adresse zu der Firma Hansa-Bau in Köln. Die Kommissare Max Ballauf und Freddy Schenk begeben sich dorthin und treffen auf seinen Freund Gregor Schernikau. Er ist mit Uwe gemeinsam von Bismark nach Köln gezogen, weil sie hier beide Arbeit bekommen konnten.
Ballauf und Schenk ermitteln, welche Verbindung das Opfer zu drei Schülern des noblen Albertus-Magnus-Internats hatte, da ein Zettel mit deren Namen in seiner Wohnung gefunden wurde. Thomas Loebelt, Marc Landauer und Daniela Paulke werden daraufhin nach Sven-Uwe Schütze befragt und geben an, ihn nicht zu kennen.
Als die Großmutter des Opfers von dem tragischen Tod ihres Enkels erfährt, reist die alte Dame nach Köln und trifft sich mit den Ermittlern. Sie fragen sie, ob sie wüsste, was ihr Enkel mit den drei Internatsschülern zu tun hätte. Bei dem Namen Paulke wird sie stutzig, denn sie kennt eine Irene Paulke: eine Journalistin, die sich für die Kriegserlebnisse von ihrem Mann interessiert und sogar für die Zeit ihrer Recherchen bei den Schützes gewohnt hatte. Danach hat sie sich jedoch nicht mehr gemeldet. Wie Ballauf und Schenk ermitteln, ist sie die Mutter von Daniela Paulke und hat einen hohen Eurobetrag für die Exklusivrechte an der Veröffentlichung seiner Biografie gezahlt. Weiterhin erhält sie jeden Monat einen hohen Betrag von einem Bankhaus, dessen Erbe Thomas Loebelt ist und zu deren Freundeskreis die Familie Landauer zählt. Diese Freundschaft wird auch durch Thomas und Marc weitergetragen.
Da die Lösung des Falls sehr wahrscheinlich über die drei Internatsschüler führt und die sich wenig kooperativ zeigen, beschließt Freddy Schenk, undercover in der Schule zu ermitteln. Er schleust sich als Hausmeister getarnt in das Internat ein, um sich dort in Ruhe auf Spurensuche begeben zu können. Mit der Sekretärin Christa Rentzel kommt er schnell in Kontakt. Sie weiß viel über alle und jeden und ist ihm eine gute Hilfe bei seiner Recherche. So weiß sie, dass Thomas Loebelt sich gerne im Fuhrpark seines Großvaters bedient und die Autos oft an Mitschüler verleiht. Im Gegenzug verhelfen die ihm zu besseren Zensuren. Da die Loebeltbank Hauptsponsor der Schule ist, ist sie an guten Zensuren des Loebelt-Zöglings interessiert und toleriert diese Deals. Beim Anblick eines roten Jaguars auf dem Internatsgelände macht Schenk ein Handyfoto davon und schickt es an Ballauf zur Überprüfung. Schließlich ist das Opfer sehr wahrscheinlich mit einem ähnlichen Auto überfahren worden.
Dem Rechtsmediziner ist es nach langem Suchen gelungen, die Tatwaffe näher zu bestimmen. Seiner Ansicht nach muss das Opfer mit Pfefferspray außer Gefecht gesetzt worden sein, danach mit einem Baseballschläger oder Knüppel erschlagen und dann auf die Straße geschleift worden sein. Mit diesem Wissen und Details zu dem Sportwagen begibt sich Ballauf zu einem Gespräch mit der Internatsleiterin Elisabeth Mahlmann. Eine Befragung von Marc Landauer kann jedoch keine neuen Hinweise bringen. 
Am nächsten Tag wird Gregor Schernikau tot aufgefunden. Auch er wurde mit Pfefferspray betäubt und dann mit einem Stock erschlagen. Nachdem Schenk den Kampfsport des Internats kennengelernt hat, ist er sich sicher, dass das Opfer mit einem dieser asiatischen Stöcke erschlagen wurde. Daraufhin werden alle Hanbōs der Schule im Labor untersucht, in der Hoffnung, dass die Tatwaffe darunter ist.
Für Ballauf steht nach seinen Recherchen fest: Sven-Uwe Schütze hatte, aufgrund der Recherchen von Irene Paulke, Beweise dafür, dass die Loebelts an der Ermordung der Großeltern von Marc Landauer im Dritten Reich beteiligt waren und sich so deren Kreditbank angeeignet haben. Mit diesem Wissen wollte Schütze die Loebelts erpressen. Seinem Freund Gregor Schernikau hatte er sich anvertraut, der nun allein die Erpressung weiterführen wollte. Deshalb wurde auch er umgebracht. Obwohl bisher die beiden Internatsschüler die Hauptverdächtigen waren, stellt sich nun heraus, dass der ehemalige Internatsleiter Siegfried Mahlmann der SS-Mann war, der die Landauers beim Fluchtversuch in die Schweiz umgebracht hat. Da das bei einer Veröffentlichung der Ereignisse um die Landauers auch der Untergang seiner Tochter und Nachfolgerin Elisabeth Mahlmann und ihrer Eliteschule gewesen wäre, hat sie Sven-Uwe Schütze und Gregor Schernikau umgebracht. Als Sportlehrerin war sie im meisterhaften Umgang mit dem Hanbō geübt. Thomas Loebelt und Marc Landauer hatten lediglich bei einer nächtlichen Spritztour mit dem Jaguar Kontakt mit dem auf der Straße liegenden Toten.

## Hintergrund
Der Film wurde vom 11. November bis 11. Dezember 2003 in Köln und Umgebung unter dem Arbeitstitel Alte Rechnungen gedreht.

## Rezeption

### Kritiken
„Regie-Routinier Peter F. Bringmann inszeniert den Film zudem weitgehend unprätentiös: Hier soll einzig und allein eine Krimi-Geschichte erzählt werden. Es wabert zwar eine Menge Trockeneis, sämtliche Räumlichkeiten sind grundsätzlich Rauch geschwängert und bei Außenaufnahmen gibt es auch schon mal dezente Farbfilter […], doch Bringmann lenkt damit nie von der Handlung ab. Für zusätzlichen Reiz sorgt eine exquisite Besetzung.“

Die Kritiker der Fernsehzeitschrift TV Spielfilm urteilen zu diesem Tatort: „Im Fußball ist Köln abgestiegen, in der ‚Tatort‘-Liga jedoch spielt das Kölsche Duo meist oben mit. In diesem Fall überrascht die Handlung mit Bezügen zur braunen deutschen Vergangenheit. [Fazit:] Attraktiv besetzt, zupackende Story.“

### Einschaltquoten
Die Erstausstrahlung von Verraten und verkauft am 19. September 2004 wurde in Deutschland von 8,03 Millionen Zuschauern gesehen und erreichte einen Marktanteil von 23,6 Prozent für das Erste.

### Trivia
Freddy Schenk setzt mit seinen ausgefallenen Dienstwagen nicht selten den automobilen Höhepunkt der jeweiligen Folge. Dieses Mal gelingt ihm das mit einem VW Touareg (K-RT 1214) aber nicht. Schon in der ersten Szene kommt der Spitzenreiter angefahren: Es ist ein rotes Jaguar E-Type Coupé 4,2 Liter, Baujahr 1966 oder 1967.